# Redbox
Redbox Automated Ratail LLC — американская компания по аренде видео, специализирующаяся на аренде DVD и Blu-ray. Киоски Redbox имеют фирменный красный цвет, они расположены в магазинах повседневного спроса, ресторанах быстрого питания, продуктовых магазинах, розничных магазинах и аптеках.
По состоянию на конец 2012 года у Redbox было 42 000 киосков, более чем в 34 000 местах. По состоянию на сентябрь 2016 года Redbox занимал 51,8 % рынка физической аренды.

## История
Redbox Automated Retail LLC была основана командой развития бизнеса McDonald’s. Первоначально в киосках продавались товары повседневного спроса под названием Ticktok Easy Shop, однако в конце 2003 года McDonald’s прекратил использование киосков для этих товаров. Вместо этого Грегг Каплан решил использовать киоски для проката DVD, которые были протестированы в Денвере в 2004 году. Компания также использовала политику «Возврата куда угодно», отличающую от политики конкурентов, которая позволила потребителям возвращать взятые напрокат диски в любой киоск Redbox, а не только в тот у которого брали напрокат как фильмы, так и видеоигры.
В 2005 году компания Coinstar купила 47 % компании за 32 миллиона долларов после неудачных попыток продать половину компании Blockbuster и Netflix. В начале 2008 года Coinstar увеличила свой процент доли с 47 % до 51 %. В феврале 2009 года Coinstar заплатила McDonald’s от 169 до 176 миллионов долларов за оставшуюся часть компании. Redbox переехал в существующие торговые точки, такие как супермаркеты, и разместил киоски внутри них или за их пределами, чтобы получить эту потребительскую базу.
В 2007 году превзошла компанию Blockbuster по количеству точек в США. Она передала 100 миллионов прокатов в феврале 2008 года. и 1 миллиард прокатов в сентябре 2010 года.. По данным NPD Group, во втором квартале 2011 года на киоски приходилось 36 % рынка аренды рынка, из которых 38 % приходилось на услуги аренды по почте и 25 % на традиционные магазины. По состоянию на второй квартал 2011 года 68 % населения США проживала в пяти минутах езды от киоска Redbox. Данные за второй квартал 2013 года показывают, что аренда Redbox превысила 50 % от общего числа прокатов дисков в стране.
Митч Лоу пришел в 2003 году, проработав пять лет руководителем Netflix. В Redbox он начал сначала как консультант, а затем как вице-президент по закупкам и операциям. В 2005 году он стал главным операционным директором Redbox. Лоу владел и управлял видеопрокатом под названием Video Droid с 1982 по 1997 год. Митч попытался создать концепцию торгового автомата по аренде видеокассет, но это эта идея была призвана непрактичной. Лоу был назначен президентов Redbox в апреле 2009 года.
В связи с растущим с беспокойством в 2009 году о том, что DVD-киоски могут поставить под угрозу доходы киностудии от продажи и проката DVD. Беспокоились в основном три киностудии 20th Century Studios, Warner Bros. и Universal Pictures. Они по отдельности отказались продавать DVD Redbox в течение как минимум 28 дней после их поступления в магазин. На долю Fox и Warner Bros. приходилось 62 % доходов от аренды домашнего видео в 2008—2009 годах. Redbox ответил, подав иски, сначала против Universal в октябре 2008 года, а затем против 20th Century Fox и Warner Bros. в августе 2009 года. В августе 2009 года федеральный судья слушавший дело Universal, разрешил рассмотрение антимонопольного иска. В октябре 2009 года 20th Century Fox и Warner Bros. подали ходатайства об отклонении исков Redbox к ним.. В течение этого времени Redbox продолжал брать фильмы напрокат у этих компаний, покупая их в розницу в таких местах, как Walmart, вместо того, чтобы получать их от киностудий, что в некоторых случаях экономило Redbox в расходах из-за сниженных цен, предлагаемых розничные торговцы.
В июле 2010 года Redbox объявила, что начинает прокат фильмов на Blu-ray в 13 000 киосков по всей стране, а к осени 2010 года диски стали доступны в сети Redbox. В октябре 2010 года компания начала тестирование аренду видеоигр. В июне 2011 года Redbox запустила на прокат видеоигр по всей стране. Предлагаются игры на всех основных платформах, включая PlayStation 4, Xbox One и Nintendo Switch. В 2019 году Redbox подтвердила, что аренда видеоигр будет прекращена.
В феврале 2012 года Redbox объявила о покупке бывшего конкурента Blockbuster Express у NCR за 100 миллионов долларов. Приобретение включало более 10 000 DVD-киосков. В рамках соглашения Redbox заключила договор с поставщиком о закупке продуктов и услуг у NCR. 27 июня 2012 года Redbox завершила покупку Blockbuster Express. В июне 2013 года компания продала несколько киосков Blockbuster Express сторонним поставщикам.
В феврале 2012 года компания объявила о развёртывании киосков в Канаде для тестирования рынка в этой стране, но в начале 2013 года Redbox объявила о прокате 3-миллиардного диска, включая игры и фильмы.
Пик количества товаров, сдаваемых в аренду в киосках пришёлся на 2013 год, когда сделано 772,87 миллиона единиц. Тогда было арендовано 717,13 миллионов устройств, а в 2015 году из было 587,55 миллионов. Что является снижением из-за растущего перехода потребителей от физических носителей к потоковым и другим онлайн сервисам. В том же году компания переместила свои 1400 киосков в Канаде в другие места в США. Тем не менее, по состоянию на 2014 год Redbox представляла половину рынка аренды физических носителей. По состоянию на июль 2016 года Redbox предлагала игры для Xbox One и PlayStation 4.
11 августа 2022 медиакомпания Chicken Soup for the Soul Entertainment завершила сделку по приобретению Redbox за 375 миллионов долларов. В апреле 2024 года Chicken Soup for the Soul заявила об убытках в размере 636,6 миллионов долларов. Спустя несколько месяцев, 29 июня 2024 года, компания заявила о банкротстве по соответствующей главе Кодекса США, однако суд усмотрел ненадлежащее управление компанией её генеральным директором, из-за чего компанию объявили банкротом, но уже по 7 главе того же Кодекса, 10 июля 2024 года, после чего Chicken Soup for the Soul Entertainment, как и все её дочерние компании (включая Redbox), была официально ликвидирована. 

### Дочерняя компания Apollo
На протяжении большей части 2016 года материнская компания Outerwall искала покупателя на основе мнений акционеров. В начале сентября Outerwall был продан Apollo Global Management, а три его подразделения (Coinstar, ecoATM и Redbox) были разделены на отдельные операционные компании. В конце сентября 2016 года финансовый директор Outerwall Гален Смит был объявлен новым генеральным директором Redbox. По состоянию на январь 2017 года у компании было около 40 000 киосков в США. Киоски перемещаются по стране в разные географические районы, чтобы отслеживать потребительские тенденции и реагировать на районы с низкой производительностью. В большинстве мест есть только один киоск, однако в некоторых случаях их было несколько, чтобы иметь дело с местами высоким трафиком
В 2017 году Disney подала в суд на Redbox, обвинив их в нарушении авторских прав, путём продажи кодов для загрузки фильмов Disney, таких как Звездные войны: Пробуждение силы и Красавица и чудовище
13 декабря 2017 года Redbox предложил новый сервис потокового видео под названием Redbox On Demand. Согласовано исследованию Tivo, процент потребителей, арендующих или покупающих фильмы вырос в квартале 2017 года по сравнению с третьим кварталом.
9 декабря 2019 года Redbox объявила, что больше не будет сдавать видеоигры в аренду и продолжит продавать подержанные копии видеоигр до конца года. Программное обеспечение Redbox Free Live TV было запущено в начале февраля 2020 года, а 18 февраля — по всей стране.

## Услуги

### Redbox Free Live TV
Redbox Free Live TV — это поддерживаемый рекламный канал, основанный на услуге видео по запросу. Программный запуск сервиса начался в начале февраля 2020 года с общенациональным запуском 18 февраля. Тогда было предложено около 30 каналов — три канала под собственным брендом: Redbox Rush (боевик и приключения), Redbox Comedy и Redbox Spotlight с избранными и рекомендованными названиями. Партнером по запуску сервиса была компания Lionsgate.

### Redbox Instant
Redbox начал внутреннее тестирование службы потокового видео, получившей название Redbox Instant, в июле 2012 года. Эта служба была совместным усилием Redbox и Verizon. 14 марта 2013 года Redbox Instant от Verizon официально стал публичным, предложив клиентам бесплатную пробную версию. Неограниченный потоковый сервис стоимостью 8 долларов в месяц, которая включает аренду 4 дисков в киосках (на 1 доллар больше для Blu-ray).
В июне 2013 года Sony сделала официальное объявление на E3 о том, что Redbox Instant будет доступен на консоли PlayStation 4 , и он был выпущен в конце 2013 года. Приложения для Android и iOS также позволяют осуществлять потоковую передачу контента на мобильных устройствах.

### Redbox +
В конце декабря Redbox начал предлагать услугу годовой подписки, позволяющую подписчику арендовать в общей сложности 12 или 24 диска, в зависимости от выбранного плана. По этим планам можно брать напрокат только соответствующие критериям фильмы. Он также продлевает окно возврата пользователя до полуночи, давая дополнительные 3 часа, чтобы вернуть фильм в киоск.

### Дизайн и работа киоска

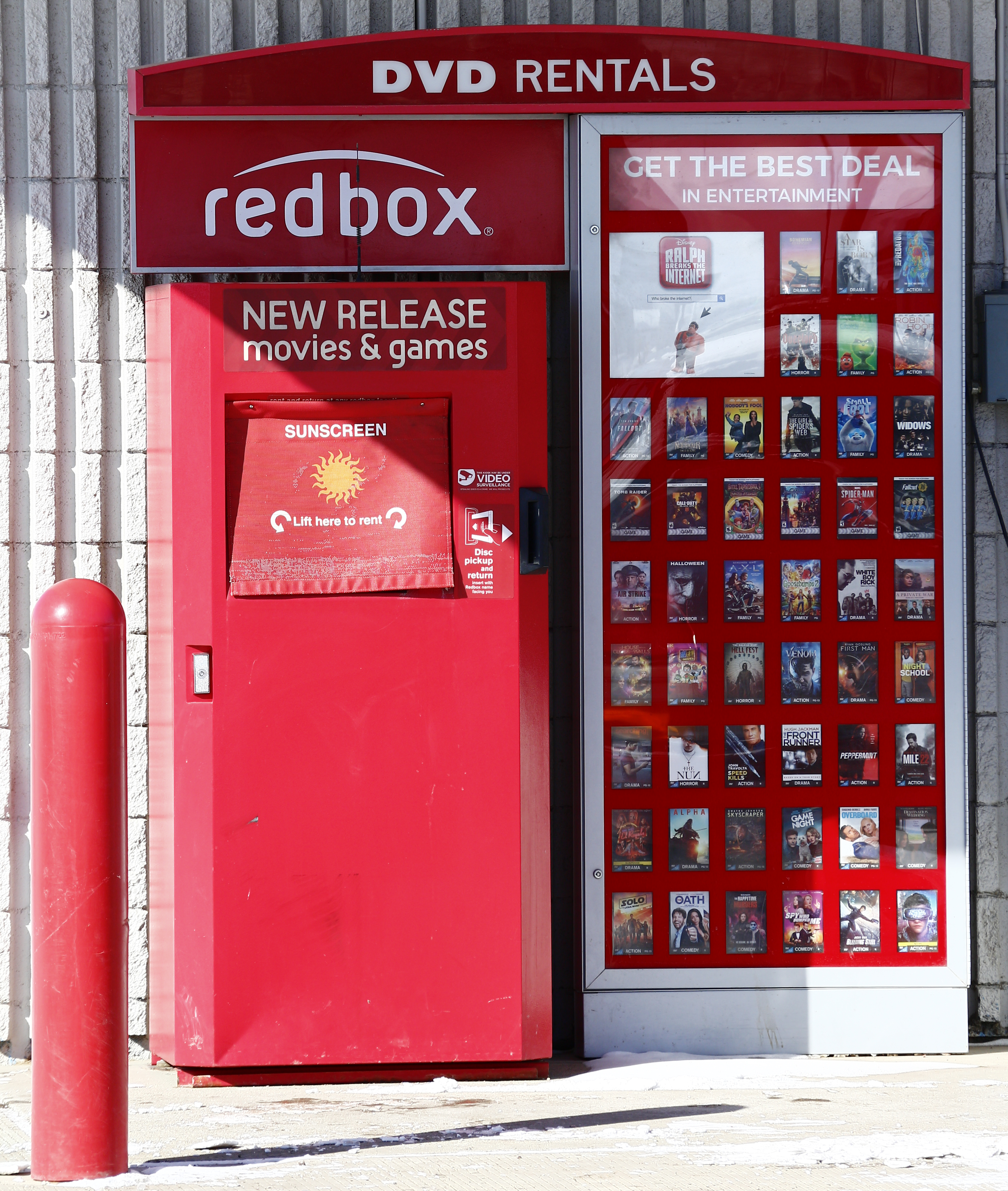
Киоск Redbox перед рестораном Loaf 'N Jug в Джиллетте, Вайоминг.

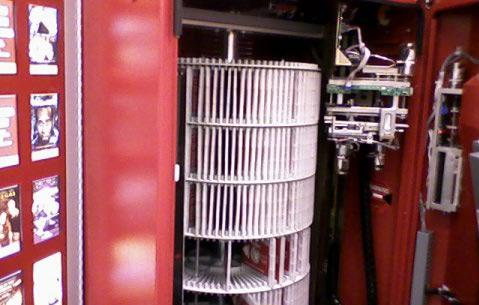
Карусель дисков внутри машины Redbox.

Redbox начал свою деятельность в 2004 году, используя ребрендированные киоски, производимые и управляемые компанией DVDPlay из Кремниевой долины, в 140 ресторанах McDonald’s в Денвере и на других тестовых рынках. В апреле 2005 года Redbox прекратила производство машин, производимых DVDPlay, и заключила контракт с заводом Solectron в Кридмуре, Северная Каролина, который позже был приобретен Flextronics International в октябре 2007 года — для создания и изготовления нестандартного дизайна киоска. Новый киоск был разработан командой дизайнеров Creedmoor Flextronics, в которую в качестве ключевых участников входили инженеры Стивен Хэнкок и Джон Руперт под руководством Франца Кюнрича из GetAMovie Inc (которая была куплена RedBox). Другими ключевыми участниками от Flextronics были глобальный менеджер по работе с клиентами Flextronics Дэйв Стадельмайер и менеджер глобальной цепочки поставок Бен Уиллер (The KioskGuy). Redbox был новаторским.

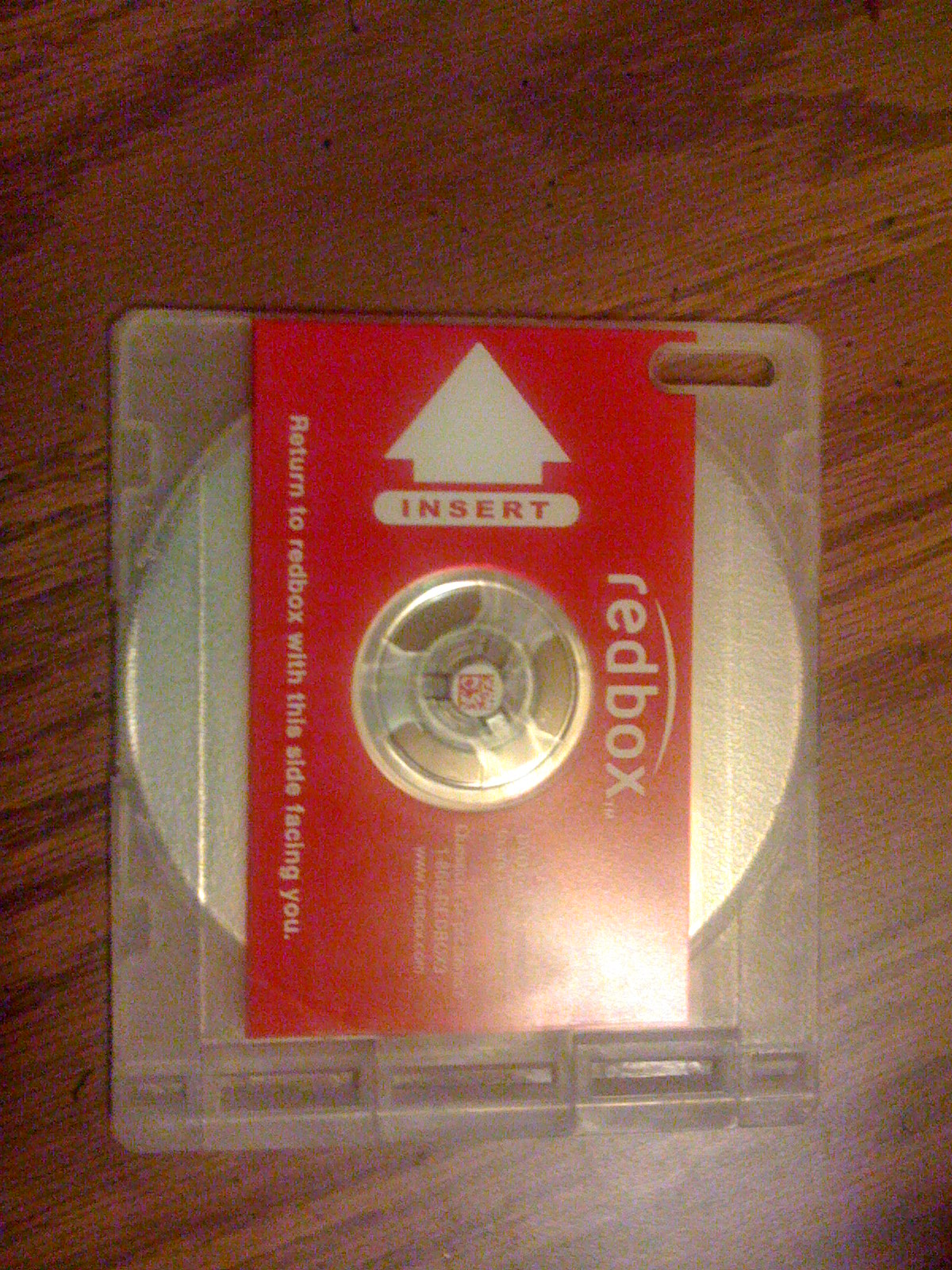
Лоток для DVD со штрих-кодом Redbox, доставленный и возвращенный в киоск.

Типичный торговый киоск самообслуживания компании сочетает в себе интерактивный сенсорный экран и знак. В нем используется роботизированная система дисковых массивов, содержащая карусель DVD-дисков и связанные с Интернетом электронные средства связи. Киоски могут быть расположены в помещении или на улице и вмещают более 600 DVD-дисков с 70-200 заголовками, обновляемых еженедельно. Киоски построены в виде модулей, и в регионах с более высокими показателями продаж к первому можно подключить вторую машину, чтобы предложить более широкий выбор. Клиент платит кредитной или дебетовой картой. DVD можно вернуть на следующий день в любой из киосков компании; сборы накапливаются в течение 25 дней, после чего покупатель становится владельцем DVD (без оригинального футляра), и арендная плата прекращается. Клиенты также могут резервировать DVD-диски онлайн, что стало возможным благодаря обновлению инвентаря в реальном времени на веб-сайте компании. В то время как клиенты могут покупать использованные DVD-диски в киосках (непроданные использованные DVD-диски возвращаются поставщикам), Redbox оценивает, что только 3 % выручки компании поступает от продажи использованных дисков.
Киоск Redbox сдает DVD в среднем 15 раз по цене 2 доллара за транзакцию плюс все применимые налоги.

## Redbox Entertainment
Redbox Entertainment — это подразделение Redbox, занимающееся приобретением и производством контента.
23 апреля 2019 года Redbox приобрела инди-фильм Бенджамин на эксклюзивный 90-дневный период выпуска через свои киоски и услугу по запросу в качестве оригинального Redbox.
В октябре 2019 года Redbox сформировала подразделение по приобретению фильмов и сериалов, Redbox Entertainment, с Марком Даноном в качестве старшего советника по приобретению контента.

### Фильмография
- Фанатик (август 2019 г.)
- Бегство с дьяволом
- Пропавший муж (апрель 2020 г.)
- Капоне. Лицо со шрамом (май 2020 г.)
- Бекки (июнь 2020 г.)
- В ринге только девушки (ноябрь 2020 г.)
- Воздушный бой (январь 2021 г.)